# Л’ка
Л’ка или Ланга (грч. Μηλοχώρι, Милохори) је насељено место у општини Еордеја у периферији Западна Македонија, Грчка. Према попису из 2021. године било је 557 становника.
Према бугарском географу и историчару, Василу Канчову, у Л’ки је 1900. године живело 300 Турака, 160 Словена хришћана и 30 Аромуна. Године 1924. турско становништво је принудно исељено у Турску а на њихово место су насељене грчке избегличке породице из Турске, укупно 246 особа. На попису из 1991. године у селу је било 796 житеља, од чега су две трећине Словени.